# Lebumetan (Ort)
Lebumetan (Lebometa) ist eine osttimoresische Siedlung im Suco Bereleu (Verwaltungsamt Lequidoe, Gemeinde Aileu).

## Geographie und Einrichtungen
Das Dorf Lebumetan liegt an der Hauptstraße des Sucos Bereleu, auf einer Meereshöhe von 1032 m. Die Gebäude auf der Nordseite der Straße gehören zur Aldeia Lebumetan, auf der Südseite zur Aldeia Bereleu. Direkt westlich schließt sich das Dorf Bereleu Foun an, östlich befindet sich das Dorf Berkate. Nach Süden zweigt von der Hauptstraße eine kleine Straße zum Dorf Bereleu ab. Nach Norden hin fällt das Land hinab zum Lauf des Coioiai, einem Nebenfluss des Nördlichen Laclós.
In Lebumetan befinden sich auf der Südseite der Straße der Sitz des Sucos Bereleu und die Kapelle São Miguel Arcanjo.